# Mureni
Mureni (węg. Szederjes) – wieś w Rumunii, w okręgu Marusza, w gminie Vânători. W 2011 roku liczyła 346 mieszkańców.